# Bianca Maria D'Amato
Biancamaria D'Amato (Napoli, 18 febbraio 1969) è un'attrice italiana.

## Biografia
Nata a Napoli, si è diplomata nel 1996 alla scuola del Piccolo Teatro di Giorgio Strehler e precedentemente ha studiato alla Scuola di Teatro dell'Istituto Nazionale del Dramma Antico di Siracusa (1992 - 94)  (INDA).
Ha cominciato a lavorare in teatro nel 1989 con la Compagnia dei giovani diretta da Guglielmo Guidi presso il Teatro Diana di Napoli.
Ha debuttato al cinema nel 1998 con i fratelli Taviani nel film Tu ridi.
Ha interpretato il personaggio di Anna Tropeano nelle primissime puntate della serie tv  Il commissario Montalbano. Nel 2003 interpreta Irene nella miniserie tv Salvo D'Acquisto, sempre per la regia di Alberto Sironi,.
Nel 2008 recita nella miniserie tv Una madre, di Massimo Spano e in L'avvocato Guerrieri - Ad occhi chiusi, di Alberto Sironi. 
Nel 2009 Recita nel film francese Amer di Hélène Cattet e Bruno Forzani, uscito nel 2010.
Per la televisione ha preso parte a numerosi film/serie  di successo:  I Bastardi di Pizzofalcone, Mina Settembre, Generazione 56K, Salvo D’Acquisto, Il furto del Tesoro, Rosafuria, La Monaca di Monza, Linda e il brigadiere, La cattiva madre, Ad occhi chiusi, Pinocchio, Sui tuoi passi, Il Commissario Montalbano, Incantesimo, Rex, Una donna per amico, Un medico in famiglia, diretta dai registi Alberto Sironi, T. Aristarco, Gianfranco Albano, Enzo Monteleone, Monica Vullo, Gianni Celati, Alberto Simone, Massimo Spano, M. A. Grifeo, Riccardo Donna, Rossella Izzo.

## Filmografia

### Cinema
- Due sequestri, episodio di Tu ridi, regia di Paolo e Vittorio Taviani (1998)
- Amer, regia di Hélène Cattet e Bruno Forzani (2010)
- Era di marzo, regia di Asia Argento (2012)
- Santa Lucia, regia di Marco Chiappetta (2021)
- Il mio posto è qui, regia di Daniela Porto e Cristiano Bortone (2024)

### Televisione
- Un medico in famiglia - serie TV, (1998-2016)
- Una donna per amico - serie TV, (1998-2001)
- Incantesimo - serie TV, (1998-2008)
- Linda e il brigadiere - serie TV, (1997-2000)
- Il commissario Montalbano - serie TV, (1999- in corso)
- Rosafuria, regia di Gianfranco Albano (2001) - film TV
- Salvo D'Acquisto - miniserie TV, (2003)
- Visioni di case che crollano - documentario (2004)
- Virginia, la monaca di Monza - miniserie TV, (2005)
- Una madre - miniserie TV, (2008)
- L'avvocato Guerrieri - Ad occhi chiusi, regia di Alberto Sironi (2008) - film TV
- Sui tuoi passi, regia di Gianfranco Albano (2008) - film TV
- Il commissario Rex - serie TV, (2012)
- Io non mi arrendo - miniserie TV, (2016)
- Mina Settembre – serie TV, (2021)
- Generazione 56k - serie TV, (2021)
- I bastardi di Pizzofalcone - serie TV, episodio 3x01 (2021)
- Non ti pago, regia di Edoardo De Angelis (2021) - film TV